# Bodor Miklós (kémikus)
Bodor Miklós (Szatmárnémeti,  1939. február 1. –) erdélyi származású amerikai kémikus, gyógyszertervező, egyetemi tanár, az MTA külső tagja.

## Életpályája
Szülővárosában járt iskolába. Rendkívüli tehetsége folytán már 15 éves korában érettségizett, és felvették a Bolyai Tudományegyetem 
kémia szakára. 1950-ben szerves kémiából diplomázott. 1965-ben doktorált. 1969-ig a kolozsvári Gyógyszerészeti Kutatóintézetben volt csoportvezető, amikor ösztöndíjat kapott a Texas Egyetem
(Austin, Amerikai Egyesült Államok). Innen egy év után hazatért Kolozsvárra, majd második ösztöndíja elnyerése után már nem tért vissza Romániába. 1972-ben a Kansasi Egyetemre került, és egy kutatóintézetben főkutatóként dolgozott. 1979-ben meghívták a gainesville-i Floridai Egyetemre tanszékvezető professzornak  az orvosi kémia szakra. 1983-ban Graduate Research professzor lett. 1986-tól ügyvivő igazgatója lett az általa alapított Gyógyszerfejlesztési és Tervezési Intézetben. Több mint ötvenen doktoráltak vezetésével. Posztdoktori munkatársainak száma meghaladja a százat, köztük 26 magyar. 
1999 novemberétől, miután az egyetem határozatlan idejű szabadságra engedte, elvállalta a Miamiban székelő IVAX vállalat tudományos alelnöki, majd vezető tudományos igazgatói beosztását, Elfogadta az IVAX tulajdonában lévő budapesti székhelyű Gyógyszerkutató Intézet ügyvezető igazgatói állását is. 2005 végén visszatért a Floridai Egyetemre. Nyugdíjazása után emeritus professzori címet kapott.  
2006-ban megalapította a  Bodor Laboratoriest a Florida állambeli Miamiban, ahol fiával és lányával együtt dolgozik.

## Munkássága
Fő kutatási területe a biztonságos terápiás indexű új gyógyszerek tervezése, az új kémiai szállító rendszerek tervezése, a számítógépes gyógyszertervezés, a gyógyszertranszport és metabolizmus, továbbá az elméleti és mechanikus szerves kémia. Tudományos dolgozatainak száma meghaladja az ötszázat, 250-nél több szabadalma van. Számos nemzetközi tudományos folyóirat szerkesztőbizottsági tagja. Több szakkönyv szerzője. Vendégprofesszor volt Egyiptomban (1984) és Japánban (1995). Amerikában használt neve: Nicholas Bodor.

### Könyvei
- N. Bodor, P. Buchwald: Retrometabolic Drug Design and Targeting, John Wiley & Sons, Inc. 2012

## Díjak, elismerések
- „Florida 1984. évi Tudósa”
- AAPS (Amerikai Gyógyszertudósok Társasága) első Gyógyszerkémiai Tudományos Díja (1988)
- APhA Orvosi és Gyógyszerkémiai Díja (1989)
- Nagai Foundation nemzetközi díj (1994-ben elsőként)
- Amerikai Kémiai Társaság (ACS) Leo Friend Díja (1996-ban elsőként)
- Floridai Egyetem Professorial Excellence Díja (1996)
- Volwiler Tudományos Díj (1997, ACCP – Amerikai Gyógyszerészeti Egyetemek Kollégiuma)
- Floridai Egyetem Gyógyszerészeti Karának első V. Ravi Chandran professzori cím (2000)
- „Distinguished Pharmaceutical Scientist” (Kiváló Gyógyszerész Tudós) ((AAPS – 2007)
- A Magyar Érdemrend parancsnoki keresztje (2011)
- Amerikai Kémiai Társaság Orvosi Kémia „Hall of Fame” (Hírességek Csarnoka) tagja (2012)

## Tisztelgő tanulmányok, könyvek
- Alexandru Balaban: Nicholas Bodor: A Chemist from Transylvania in the American Chemical Society’s Hall of Fame, (Nicholas Bodor: egy erdélyi kémikus az Amerikai Kémiai Társaságban),  Revista de Chimie, 67, 9  (2016) 1655-1657.
- Kiss Sándor: Szatmárnémetitől a világhírig,  EuroPrint, Szatmárnémeti, 2011